# 馬新貽
馬新貽（1821年11月3日—1870年8月23日），字穀山，號燕門，又號鐵舫，室名尚卿居，回族，山東省曹州府菏澤縣人。清朝政治人物，道光二十七年（1847年）舉丁未科進士入仕。屬安徽知縣。歷陞知府、道員、按察使、佈政使等，官至兩江總督。同治九年（1870年）在總督任內遇刺身亡。諡端愍。

## 生平

### 入仕
馬新貽出身穆斯林。道光二十六年（1846年）中式丙午科舉人。道光二十七年（1847年），中式丁未科第三甲第六名進士。分安徽即用知縣。咸豐元年（1851年）補安徽建平縣知縣。咸豐五年（1855年），記名知州，署理安徽合肥縣知縣。

### 升遷
咸豐六年（1856年），升授安徽安慶府知府。咸豐七年（1857年），改廬州府知府，記名以道員用。賜花翎。咸豐八年（1858年），記名道員，署安徽按察使。革職留任。咸豐九年（1859年）任安徽廬鳳潁道，再署安徽按察使，尋實授安徽按察使。丁母憂，安徽巡撫翁同書奏請留署。咸豐十年（1860年），经欽差大臣袁甲三奏請復官。次年在欽差大臣袁甲三軍營差遣。
同治元年（1862年）加按察使銜，五月署安徽布政使，在欽差大臣袁甲三軍營差遣。同治二年（1863年）三月十八日授安徽按察使，在欽差大臣袁甲三軍營差遣，九月八日授安徽布政使。

### 總督
同治三年（1864年）九月四日升浙江巡撫。同治六年十二月十八日（1868年1月12日）升閩浙總督。同治七年（1868年）調兩江總督，兼辦理通商事務大臣。

### 遇刺
同治九年七月二十六日（1870年8月22日），馬新貽赴總督衙門西側偏箭道校閱清軍射箭訓練，才步行返回到衙門門口，刺客張汶祥突然現身，偽裝陳報書狀，隨即抽刀襲擊，馬新貽被刺入肋旁，重傷，至次日不治。
江寧將軍魁玉奏報，兩宮太后震悼。慈禧命魁玉署理兩江總督，嚴格審訊張汶祥，但其供詞反覆。給事中王書瑞奏請根究幕後主使，慈禧命馬新貽同榜進士漕運總督張之萬會審。張之萬等審後以供詞上呈：「汶祥嘗從粵匪，復通海盗。新貽撫浙江，捕殺南田海盗，其黨多被戮，妻為人所略。新貽閱兵至寧波，呈訴不准，以是挾仇，無他人指使。請以大逆定罪。」又命刑部尚書鄭敦謹馳往南京會同新任總督曾國藩覆訊，但仍如原本結果定讞，張汶祥處以凌遲極刑，並戮殺其子，得到慈禧同意。詔加恩以陣亡例賜卹、贈太子太保。同治十年（1871年）予騎都尉兼雲騎尉世職，諡端愍。於江寧、安慶、杭州、海塘建專祠。
遇刺一事一直是歷史懸案。有關張文祥刺殺馬新貽的原因卻始終不明，使得馬新貽被刺一案被列為清末四大奇案之一。

## 政績
- 咸豐三年（1853年），太平軍攻入安徽，淮南淮北義軍並起，馬新貽常領兵隨胡林翼彈壓太平軍、捻軍
- 五年（1855年），跟隨攻打廬州巢湖，新貽擊敗太平軍援軍，接連攻破盛家橋、三河鎮、柘皋，克復廬州。
- 七年（1857年），捻匪、太平軍合軍攻陷桃鎮，分擾上下派河，新貽攻破舒城，記名以道員用。
- 同治元年（1862年），跟隨克復廬州，於壽州吳山廟擊敗敵軍。跟隨署理安徽巡撫唐訓方守蒙城，多次破敵。
- 三年（1864年），任浙江巡撫，浙江才剛平定，民困尚未復甦，新貽到任後奏請蠲免賦稅。
- 四年（1865年），奏請減免杭州府、嘉興府、湖州府、金華府、衢州府、嚴州府、處州府浮收的錢糧，又罷除漕運多項收費名目，命令刻立石碑永遠禁絕。修築海寧石塘、紹興東塘，疏濬三江口。
- 岐海為盜賊據點，馬新貽派兵捕治，捕獲賊徒首領。
- 厚待文士，大力復興書院，視生員都如同子弟一般，優秀者以資用獎勵。嚴州、紹興水災，蠲免賦稅、賑濟確實查核，降低災害影響。
- 台州民風強悍，常群聚械鬥，新貽奏：「地方官憚吏議，瞻顧消弭。請嗣後有諱匿不報者參處；僅止失察，皆寬貸，仍責令捕治。」下部議行。
- 象山縣、寧海有禁界地「南田」，方圓數百里，環海土寇邱財青等藏身其中，遣兵捕斬財青，南田因此安定。黄巖鎮總兵剛安泰出海搜捕海盜，被戕害。新貽檄令副將張其光等擊殺五十多個海盜。
- 嘉興、湖州北接蘇州，都是水鄉，太平天國亂時，居民置槍於船自衛，稱為「槍船」，後來聚賭行搶反而成為民害。新貽會同江蘇巡撫郭柏廕督兵擒斬殺其首領與頑悍黨徒數十人，剷除槍船之害。
- 七年（1868年），任兩江總督兼通商大臣，上奏：「標兵虛弱，無以壯根本。請選各營兵二千五百人屯江寧，親加訓練。」改編為五營，令總兵劉啟發督率緝捕，盜匪漸衰。
- 宿遷原本設有水、旱兩關，淮關也在蔣壩設有分關，為商民擾累。新貽奏：「蔣壩為安徽鳳陽關轄境，淮關遠隔洪澤湖，不應設為子口。當令淮關監督申明舊例，嚴禁需索。宿遷旱關非舊例，徵數微，請裁撤，專收水關。」獲准。
- 幅匪高歸等在山東、江蘇交界占居民圩田、搶劫，新貽捕殺其首領。
- 新貽官安徽、浙江皆得民心。治兩江繼曾國藩之後，擅長綜合事務與考核，鎮定不擾亂。《清史稿》評：「以循吏赞画军事，擢任大籓，治绩卓著。」

## 民間傳說
馬新貽在討伐太平軍時身陷圍陣中，為了詐和，與太平軍首領張汶祥義結金蘭，立誓以大清政府官員的身份，為太平軍做臥底，始得歷劫歸去。後來馬新貽背信棄約，反而以行走太平軍營之便，誘剿太平軍，終至張汶祥這支軍團迅速覆亡，張汶祥認為馬新貽背信忘義，便起刺殺馬新貽之舉。

## 相關文藝作品
- 電影《刺馬》
- 電影《滿清十大酷刑之赤裸凌遲》：內容提及馬新貽的事蹟。
- 電影《投名狀》
- 電視劇《刺馬》：1992年台視八點檔連續劇。
- 電視劇《大刺客》：1997年，單元「刺馬」。
- 刺馬 （页面存档备份，存于） 中國紀錄片「案藏玄機」。
- 電視劇《清末四大奇案》：刺馬案。
- 電視劇《斯卡羅》：總督大人。

### 引用
1. ↑  魏秀梅 編：《清季職官表附人物錄》809
2. ↑  楊廷福、楊同甫 編：《清人室名別稱字號索引》下冊,1281
3. ↑  《清史稿》：“賊犯廬州，新贻率练勇出城迎击，贼间道入城，新贻军溃失印，下吏议，革职留任。”
4. ↑  《清國史館傳包》諡作「端敏」

### 书目
- 《清史稿》卷四二六,列傳二百十三
- 《清史列傳》七冊卷四十九,大臣畫一傳檔後編五,1
- 《清國史館傳包》1221號
- 《清國史館傳稿》1125號,1491號,5156號
- 《清史館傳稿》7283號,7963號
- 《清國史》十冊,大臣畫一列傳後編卷三五,275
- 《清朝碑傳全集》三冊續二十六卷,2275
- 恒慕義 編：《清代名人傳略》下冊,294
- 《慈禧全傳3 玉座珠簾 下》高陽著,(江督被刺)、(風聲鶴唳)章節

## 外部連結
- 從小金榜，看馬新貽一生中央研究院數位典藏資源網
- 文殿試小金榜--金榜名人錄[永久] 中央研究院雲端博物館-國家寶藏館